# Grande Mosquée de Tirana
 (janvier 2015).
Si vous disposez d'ouvrages ou d'articles de référence ou si vous connaissez des sites web de qualité traitant du thème abordé ici, merci de compléter l'article en donnant les références utiles à sa vérifiabilité et en les liant à la section « Notes et références ».
La Grande Mosquée de Tirana (albanais : Xhamia e Madhe e Tiranës), également connue sous le nom de la Mosquée de Namazgâh (Xhamia e Namazgjasë), est un projet pour Tirana, capitale et principale agglomération de l'Albanie. Le projet existe depuis l'indépendance du pays en 1912, mais il n'est mis en œuvre que depuis 1992. Après de nombreux obstacles juridique, la construction a commencé en janvier 2015.
Située à proximité du parlement (centre névralgique de la cité), elle sera caractéristique de l'architecture ottomane.
La mosquée principale jusqu'à présent est la mosquée Et'hem Bey